# Список авіабаз Білорусі
Список авіабаз Білорусі — список авіаційних баз військового призначення на території Білорусі.

## Б
- Авіабаза Барановичі
- Авіабаза Бобруйськ
- Авіабаза Болбасово
- Авіабаза Боровці
- Авіабаза Бихів
- Авіабаза Береза-Картузька
- Авіабаза Бобровичі

## Г
- Авіабаза Гомель

## З
- Авіабаза Зябровка

## Л
- Авіабаза Ліда
- Авіабаза Лунинець

## М
- Авіабаза Мачулищі